# 엑자시바시 비트라
엣자스바시으 여자배구팀은 튀르키예 이스탄불 연고의 종합 스포츠 클럽인 엣자스바시으 SK에서 운영하는 여자 배구팀이다.
2018년부터 2년간 대한민국의 김연경이 소속되어있던 클럽이었다.

## 대회 성적

### 국제 대회 성적
- FIVB 여자 배구 클럽 세계 선수권
  -  챔피언 (2회) : 2015. 2016
  -  준우승 (1회) : 2019
  -  3위 (1회) : 2018
- CEV 여자 배구 챔피언스리그
  -  챔피언 (1회) : 2014–15
  -  2위 (1회) : 1980
  -  3위 (2회) : 2000, 2016–17
- CEV 여자 배구 컵
  -  챔피언 (2회) : 1999. 2017–18

### 국내 대회 성적
- 튀르키예 여자 배구 리그
  - 챔피언결정전
    -  챔피언 (17회) : 1983–84, 1984–85, 1985–86, 1986–87, 1987–88, 1988–89, 1993–94, 1994–95, 1998–99, 1999–00, 2000–01, 2001–02, 2002–03, 2005–06, 2006–07, 2007–08, 2011–12
    -  준우승 (4회) : 2008-09, 2012-13, 2017-18, 2018-19
    -  3위 (3회) : 2013-14, 2014-15, 2015-16

  - 정규리그
    -  1위 (4회) : 2006-07, 2007-08, 2017-18, 2018-19
    -  2위 (3회) : 2005-06, 2011-12, 2012-13
    -  3위 (7회) : 2008-09, 2009-10, 2010-11, 2013-14, 2014-15, 2015-16, 2016-17
- 튀르키예 여자 배구 컵
  -  챔피언 (9회): 1998–99, 1999–00, 2000–01, 2001–02, 2002–03, 2008–09, 2010–11, 2011–12, 2018–19
  -  준우승 (4회) : 1997-98, 2012-13, 2017-18, 2020-21
  -  3위 (1회) : 2013-14
- 튀르키예 여자 배구 슈퍼 컵
  -  챔피언 (5회): 2011, 2012, 2018, 2019, 2020
  -  준우승 (3회) : 2009, 2013, 2021

## 시즌별 결과
| 시즌    | 리그          | 정규리그. | 챔피언결정전. | 튀르키예 컵 | 튀르키예 수퍼 컵 | 유럽 대회        | 유럽 대회 | 세계 대회        | 세계 대회 |
| ------- | ------------- | --------- | ------------- | ----------- | ---------------- | ---------------- | --------- | ---------------- | --------- |
| 2007-08 | 튀르키예 리그 |           | 우승          |             |                  | CEV 챔피언스리그 | Po12      |                  |           |
| 2008-09 | 튀르키예 리그 |           | 준우승        | 우승        |                  | CEV 챔피언스리그 | 4위       |                  |           |
| 2009-10 | 튀르키예 리그 |           | 4강           | 4강         | 준우승           | CEV 컵           | 8강       |                  |           |
| 2010-11 | 튀르키예 리그 |           | 4강           | 우승        | 출전 자격 없음   | CEV 챔피언스리그 | Po6       |                  |           |
| 2011-12 | 튀르키예 리그 |           | 우승          | 우승        | 우승             | CEV 챔피언스리그 | 16강      |                  |           |
| 2012-13 | 튀르키예 리그 |           | 준우승        | 준우승      | 우승             | CEV 챔피언스리그 | Po6       |                  |           |
| 2013-14 | 튀르키예 리그 |           | 4강           | 3위         | 준우승           | CEV 챔피언스리그 | 4위       |                  |           |
| 2014–15 | 튀르키예 리그 |           | 3위           | 4강         | 출전 자격 없음   | CEV 챔피언스리그 | 우승      |                  |           |
| 2015–16 | 튀르키예 리그 |           | 3위           | 미개최      | 출전 자격 없음   | CEV 챔피언스리그 | Po12      | FIVB 클럽 선수권 | 우승      |
| 2016–17 | 튀르키예 리그 |           | 4위           | 4강         | 미개최           | CEV 챔피언스리그 | 3위       | FIVB 클럽 선수권 | 우승      |
| 2017–18 | 튀르키예 리그 |           | 준우승        | 준우승      | 출전 자격 없음   | CEV 컵           | 우승      | FIVB 클럽 선수권 | 4위       |
| 2018–19 | 튀르키예 리그 | 1위       | 준우승        | 우승        | 우승             | CEV 챔피언스리그 | 8강       | FIVB 클럽 선수권 | 3위       |
| 2019–20 | 튀르키예 리그 |           | 리그 중단     | 리그 중단   | 우승             | CEV 챔피언스리그 | 대회 취소 | FIVB 클럽 선수권 | 준우승    |
| 2020–21 | 튀르키예 리그 |           | 4위           | 준우승      | 우승             | CEV 챔피언스리그 | 8강       | FIVB 클럽 선수권 |           |
| 2021–22 | 튀르키예 리그 |           |               |             | 준우승           | CEV 컵           |           | FIVB 클럽 선수권 |           |

## 거쳐간 선수
| 자국 선수 튀르키예 - 베이자 아리치 - 심게 아쿄즈 - 한데 발라딘 (2015-) - 메르베 아뜰리에 (2018-2019), (2020-) - 야세민 귀벨리 (2019-) - 감제 알리카야 - 괴즈데 일마즈 - 귈데니즈 위날 - 딜라라 바그츠 - 멜리하 이스마일로루 - 뷔쉬라 킬리치 - 에즈기 딜릭 | 유럽권 선수 러시아 - 류보프 소콜로바 - 타티야나 코셸레바 세르비아 - 마야 오그네노비치 - 티야나 보슈코비치 이탈리아 - 미르카 프란시아 - 안토넬라 델 코레 - Jenny Barazza 크로아티아 - 드라가나 마린코빅 - 마야 폴약 | 비유럽권 선수 대한민국 - 김연경 (2018-2020) 미국 - 조던 톰슨 - 낸시 메트칼프 - 로렌 깁메이어 (2018-2020) - 레이첼 아담스 - 몰리 크렉클로 - 조던 라슨 - 칼리 로이드 (2019-2020) - 크리스타 하르모토 - 트레이시 스톨스 - 헤더 본 - Tayyiba Haneef-Park 브라질 - 나탈리아 페레이라 - 타이자 메네지스 - Andressa Picussa 중국 - 왕이메이 |

굵은 글씨로 표기된 선수들은 현재 엑자시바시 비트라에 소속된 선수들이다

## 기타
- (영어/튀르키예어) 엑자시바시 비트라  - 공식 웹사이트